# Vznik první Slovenské republiky

Znak schválený zákonem o státních symbolech slovenského štátu dne 23. června 1939

První Slovenská republika (do přijetí Ústavy 21. června 1939 Slovenský stát) byl státní útvar vyhlášený Sněmem Slovenské země v Bratislavě dne 14. března 1939. Vznikl několik měsíců před začátkem druhé světové války a několik měsíců po Mnichovské dohodě na troskách Česko-Slovenské republiky jako přímý důsledek zhoršující se mezinárodní politické situace v Evropě, hrubého nátlaku nacistického Německa a vzrůstajících separatistických tendencí některých slovenských politiků a aktivistů. Slovenský stát geograficky ležel na území dnešního Slovenska okleštěného o značné části země. Česká část Česko-Slovenska byla druhý den po vyhlášení Slovenského státu okupována vojsky nacistického Německa a den poté, 16. března, se stala součástí Třetí říše jako Protektorát Čechy a Morava. Území Podkarpatské Rusi bylo současně anektováno Maďarskem.

## Územní ztráty Slovenska po Mnichovské dohodě

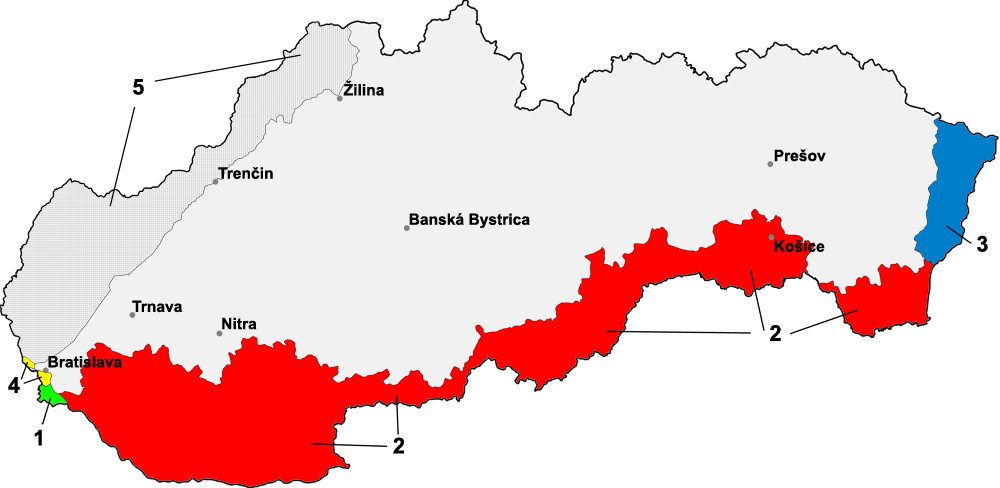
Žluté a červené plochy představují územní ztráty Slovenska v důsledku Mnichovské dohody a První vídeňské arbitráže. Žlutě vyznačené území připadlo Třetí říši a červené Maďarsku, připojeny byly v průběhu listopadu 1938

Mnichovská dohoda ze dne 29. září 1938 a přímé důsledky z ní vyplývající citelně zasáhly v rámci Česko-Slovenské republiky kromě českých zemí, které ztratily více než třetinu území a obyvatel, i Slovensko. V listopadu 1938 Třetí říše zabrala předmostí hlavního města Bratislavy – Petržalku a nedaleký hrad Děvín. Na Oravě a Spiši ztratilo Slovensko několik vesnic ve prospěch beckovského Polska. Největší ztráty Slovensku přinesla tzv. První vídeňská arbitráž z 2. listopadu 1938, podle které umožnilo Německo a Itálie (za pasivního přihlížení západních mocností, které přitom v Mnichově přislíbily garantovat hranice Česko-Slovenské republiky) horthyovskému Maďarsku okupovat 10 400 km² slovenského (resp. česko-slovenského) území, kde žilo 859 885 obyvatel, z toho 276 287 slovenské národnosti.

## Další negativní důsledky Mnichovské dohody
Mnichovská dohoda přinesla Česko-Slovenské republice kromě územních ztrát také krizi vnitřního demokratického systému a zvýšení vlivu nacionalistických a ultrapravicových sil. Ty využily situace k prosazování vlastních politických plánů na nastolení autoritativního režimu, který by aktivně spolupracoval s hlavní mocností střední Evropy – Velkoněmeckou říší. Tyto tendence se projevovaly jak v českých zemích, tak na Slovensku.

## Nové tendence slovenské autonomní politiky a mocenská hegemonie HSĽS
6. října 1938 získala slovenská část Česko-Slovenska politickou autonomii, potvrzenou ústavním zákonem přijatým 22. listopadu 1938 Národním shromážděním. Tato získaná autonomie Slovenska byla následovaná razantním nástupem národně-katolické Hlinkovy slovenské ľudové strany (HSĽS) k moci. Tato politická síla (spolu se Slovenskou národní stranou, která byla nábožensky evangelická a ke konci 20. let ztratila na Slovensku vliv) požadovala politickou autonomii Slovenska již od roku 1925. Pod autoritativním vedením Andreje Hlinky (který se na Slovensku v letech 1918-1919 aktivně zasloužil o vznik ČSR) až do jeho smrti v srpnu 1938 však byla vždy jeho stranou požadována autonomie pouze v rámci společné republiky. Po Mnichovské dohodě a jejích tragických důsledcích však dochází v HSĽS i na celém Slovensku k viditelnému zlomu.
I když v prvních slovenských autonomních vládách, kterým předsedal monsignor Jozef Tiso (zároveň předseda HSĽS, nástupce Andreje Hlinky a pozdější Vůdce Prvního slovenského státu), převažovali realističtí politici, kteří neusilovali o úplné odtržení Slovenska, postupně se začalo v HSĽS viditelně uplatňovat radikální, národně-socialistické křídlo (hlavními představiteli tohoto radikálního proudu na Slovensku byli v různých pozicích Ferdinand Ďurčanský, Jozef M. Kirschbaum, Alexander Mach, Vojtech (Béla) Tuka a Karol Sidor – ten si uvědomoval nebezpečí ze strany nacistického Německa a oporu samostatného Slovenska se snažil najít v Polsku) s jednoznačně separatistickými tendencemi, které v pomnichovském období v HSĽS rychle zesílilo.
Tento názorový proud (který měl ve slovenské společnosti v té době malou podporu) preferoval proněmeckou zahraniční orientaci a zároveň v pohledu na vnitřní uspořádání směřoval k totalitní, fašizující politice. Na autonomním Slovensku se to projevilo např. nuceným „sjednocováním“ politických stran (všechny slovenské politické strany na Slovensku byly sdruženy do - krátce tak nazývané - Strany slovenské národní jednoty, později opět HSĽS), odborových a jiných společenských organizací, zmanipulovatelnými volbami s jednotnou kandidátkou do Snemu Slovenskej krajiny (18. prosince 1938), zesílením cenzury, zákazem vydávání opozičního tisku, zřízením tzv. Úřadu propagandy, koncentračního tábora v ilavské věznici (nešlo o koncentrační tábor v nacistickém slova smyslu), pouličními výtržnostmi a násilím, zastrašováním občanů členy tzv. Hlinkových gard (HG), prvními protižidovskými akcemi, vyháněním občanů české národnosti apod.
Cíl vzniku Slovenského státu vzala nakonec za vlastní i autonomní slovenská vláda s čele s Jozefem Tisem, který ho veřejně deklaroval v programu své vlády, který předložil 21. února 1939 slovenskému sněmu.

## Zájmy Německa na rozštěpení Česko-Slovenska a jeho kontakty se slovenskými politiky
Již před Mnichovskou krizí se Němci ve své snaze o rozbití Československa snažili využít i slovenské nacionálně laděné politiky. Ti zprvu uvažovali pouze o autonomii Slovenska v rámci Československa, v druhé polovině 30. let se ale zradikalizovali a začali s Německem spolupracovat. V roce 1938 přijala HSĽS od Němců finanční podporu ve výši pět milionů korun. V období Mnichovské krize Němci svoje styky se slovenskými nacionalisty zintenzivnili; nalezením spojenců pro rozbití Československa byl pověřen poslanec Sudetoněmecké strany (SdP) Ernst Kundt.
Po Mnichovu Německo, navzdory zjevné ochotě pomnichovské pražské vlády podřídit svoji politiku do značné míry Berlínu (po odchodu Edvarda Beneše a většiny členů předmnichovské vlády do exilu byl prezidentem zvolen Emil Hácha) nepřestávalo propagandisticky útočit na Československo a hledalo všechny prostředky k jeho (nevojenské) likvidaci, ačkoliv se v Mnichově zavázalo k tomu, že už vůči němu nebude mít žádné další požadavky. Snažilo se k tomu jednak zneužít zbytek německé národnostní menšiny na území Československa, postupem času ale především napětí mezi Čechy a Slováky (které se nezlepšilo ani po vydání ústavního zákona o autonomii Slovenska). Přímo i nepřímo proto podporovalo slovenské radikální separatisty za účelem definitivního rozbití Česko-Slovenska (což by mu umožnilo včlenit jeho českou část do říše bez formálního porušení dohod uzavřených v Mnichově - ty se vztahovaly pouze k Česko-Slovensku - a zároveň by vytvořilo ze slovenské části pomocí připravované „Smlouvy o ochraně“ satelitní stát).
Zároveň se v této kritické době výrazně zintenzivněly kontakty slovenských politiků a radikálních aktivistů s představiteli nacistického Německa. Např. ministr autonomní slovenské vlády Ferdinand Ďurčanský se v říjnu 1938 (necelý měsíc po Mnichovu) setkal ve Vídni s Hermannem Göringem a referoval mu o separatistickém křídle HSĽS, radikální slovenský aktivista Vojtech (Béla) Tuka dosáhl 12. února 1939 audience u Adolfa Hitlera a jako předseda slovensko-německé společnosti, kterou 30. ledna 1939 spolu s nacisty založil, prohlásil, že vkládá osud slovenského národa do rukou führera,[zdroj?] ale i předseda autonomní slovenské vlády Tiso (který se však spíše řadil do konzervativního, katolického a méně radikálního křídla HSĽS) se setkal v listopadu 1938 v Mnichově s německým ministrem zahraničí Joachimem von Ribbentropem.

## Zásah pražské ústřední vlády (tzv. Homolův puč)
Pražská ústřední vláda (kde Slovensko zastupoval ministr Karol Sidor) se znepokojením sledovala narůstající separatistické tendence na Slovensku a intenzivně hledala cesty, jak jim zamezit. Jednání centrální vlády a prezidenta Háchy se slovenskou autonomní vládou žádné výsledky nepřinesla, spíš ještě umocnila rozpory obou stran. Pražská ústřední vláda trvala na centralistickém modelu uspořádání Česko-Slovenska, v HSĽS naopak sílily dezintegrační tendence, často vyjadřované slovenskými politiky ve dvojsmyslných i zcela explicitních projevech (např. projevy K. Murgaše a A. Macha na velké gardistické manifestaci konané 5. února 1939 v Rišňovcích u Nitry).
Centrální vláda se nakonec rozhodla učinit administrativní a mocenský zásah do událostí na Slovensku (bez vědomí ministra zastupujícího Slovensko K. Sidora, který si ale v té době již plně uvědomoval nebezpečí rozpadu státu pod hegemonií Německa). Možní spojenci pro tento zásah proti separatistickým snahám nebyli hledáni na Slovensku (ve vládě ani mimo ni), ale možnosti takového zásahu konzultovala pražská vláda s představiteli nacistického Německa.[zdroj?] Ti navenek nejevili o plánovaný zásah zájem, tvrdíc, že jde o vnitřní záležitost ČSR. Ve skutečnosti byli připraveni využít zásahu pražské vlády na Slovensku k definitivnímu rozbití Česko-Slovenska, Adolf Hitler dokonce naplánoval datum jeho rozbití na 12. března 1939, přesně rok po anšlusu Rakouska Německem.[zdroj?]
V noci z 9. na 10. března 1939 došlo k událostem, které bývají často nesprávně označovány jako Homolův puč. Na Slovensku byl vyhlášen výjimečný stav, prezident republiky Hácha odvolal slovenskou autonomní vládu v čele s Jozefem Tisem. Vojenské a četnické složky obsadily na Slovensku klíčové pozice a současně internovaly okolo 250 osob, převážně funkcionářů Hlinkových gard (HG). Během zásahu nedošlo na Slovensku k žádným násilnostem ani ztrátám na životech.
Vojenský zásah byl na hraně ústavnosti a měl nakonec přesně opačný účinek, než jaký si od něj centrální vláda slibovala. Na Slovensku byl všeobecně chápán jako útok na autonomní státoprávní uspořádání, nenašel zde žádnou podporu a po 24 hodinách evidentně zkrachoval. Naopak byl vodou na mlýn slovenským radikálům, kterým se podařilo vyhnout internaci a uprchnout do Vídně, odkud vyzývali k vyhlášení samostatného Slovenského státu.
Sesazená autonomní vláda zůstala k událostem pasívní, Emil Hácha jmenoval 11. března 1939 novým premiérem autonomní vlády Karola Sidora, který jako hlava Hlinkových gard likvidoval v Bratislavě vojenský převrat (poté co tento post odmítl Jozef Sivák - byl v té době ve Vatikánu na korunovaci nového papeže).

## Role Německa při vzniku prvního slovenského státu
Oficiální říšští zástupci se okamžitě po jmenování tohoto hlavního velitele Hlinkových gard předsedou vlády pokoušeli K. Sidora donutit, aby deklaroval odtržení Slovenska od republiky a vyhlásil samostatný stát. V noci z 11. na 12. března mu německá delegace (vedená Seyss-Inquartem) k tomuto účelu nabídla vídeňský rozhlas a předložila mu návrh ministrů a čelných představitelů nového státu, který byl sestaven s pomocí F. Ďurčanského. K. Sidor, do té doby hlava radikální části HSĽS, všechny tyto výzvy odmítl, přičemž to zdůvodnil vlastní nekompetencí a neústavností takového aktu. Sám dával přitom najevo, že prosazuje přirozenou evoluční cestu k dosažení samostatného Slovenského státu. (K. Sidor se tím stal pro nacisty nepřijatelným a od léta 1939 až do konce války byl odsunut na místo velvyslance samostatného Slovenska ve Vatikánu.)
Bezprostředně po tomto neúspěchu začali nacisté za přispění bratislavských Němců a speciálních agentů přepravených do Bratislavy z Rakouska uskutečňovat po městě teroristické akce a výtržnosti, které měly být připsány na účet československému vojsku a četnictvu a měly se tak stát záminkou k vnějšímu zásahu. Nastražená bomba vybuchla i před klášterem, kde bydlel Jozef Tiso a zabila jednoho člověka. Zároveň domácí radikální separatisté šířili po městě letáky (tištěné ve Vídni), ve kterých obviňovali K. Sidora a další čelní představitele HSĽS se zrady slovenských zájmů. Rozhlas ale zároveň vysílal projevy vedoucích slovenských politiků, ve kterých nabádali obyvatelstvo ke klidu a umírněnosti. Veřejnost byla z nejasného vývoje značně dezorientovaná a především vystrašená.

### Návštěva Jozefa Tisa u Adolfa Hitlera v Berlíně
Nacisté se v této nepřehledné situaci obrátili (prostřednictvím HG) na Jozefa Tisa (v té době pobývajícího v Bánovcích nad Bebravou) s pozváním do Berlína k A. Hitlerovi. Tiso po kratším váhání pozvání přijal a cestou přes Vídeň (kde se k němu přidal F. Ďurčanský) se speciálním letadlem dostal do Berlína, kde byl uvítán s poctami náležícím hlavě státu (Německo považovalo odvolání Tisa z funkce předsedy autonomní slovenské vlády za nelegální).
Hitler při jednání Tisovi tvrdil, že se v nejbližších hodinách chystá k definitivnímu skoncování s ČSR a naléhal na něj, aby přímo z Berlína vyhlásil samostatný Slovenský stát, jinak prý bude Slovensko nevyhnutelně rozděleno mezi Polsko a Maďarsko, což bylo nakonec v rámci tohoto „divadelního představení“ potvrzeno i německým ministrem zahraničí von Ribbentropem, který se během jednání dostavil, aby oznámil (smyšlenou?) zprávu hovořící o soustřeďujícím se maďarském vojsku na jižních hranicích Slovenska. Tiso odmítl učinit takovéto rozhodnutí sám a sdělil Hitlerovi, že státní samostatnost je oprávněn vyhlásit pouze Snem Slovenskej krajiny. Přímo z Berlína ho telefonicky svolal pomocí prezidenta Háchy na 14. března v 10 hodin do Bratislavy, Hitler s tímto ústupkem souhlasil a zároveň naznačil, že říše může do budoucna garantovat hranice i existenci Slovenského státu za předpokladu určité ochranné smlouvy, kterou bude ovšem iniciovat slovenská strana.
Mezitím československý ministr zahraničí František Chvalkovský požadoval audienci u von Ribbentropa či u státního tajemníka von Weizsäckera, ale nebylo mu vyhověno.

## 14. březen 1939, den vyhlášení první samostatné slovenské republiky
Na začátku zasedání slovenského sněmu 14. března vědělo pouze několik přítomných poslanců o co při jednání ve skutečnosti půjde. Na začátku zasedání vystoupil K. Sidor, který neinformovaným a překvapeným poslancům oznámil demisi své pouhé tři dny staré vlády. Odůvodnil ji „novými zahraničně-politickými událostmi“ a nelegálností odvolání předchozí vlády Jozefa Tisa.
(V 10 hodin dopoledne ještě jeden poslanec sněmu dodatečně skládal poslanecký slib s formulí přísahy věrnosti Česko-Slovenské republice.)
Další zasedání sněmu bylo vyhlášeno za tajné. J. Tiso v něm reprodukoval svůj dialog s Hitlerem, přičemž zdůraznil německý požadavek urychleného vyhlášení slovenské státní samostatnosti.
Poslanci přijali novou skutečnost s viditelně rozporuplnými pocity. Po patnáctiminutové přestávce (během kterých byla ještě distribuována výzva v Bratislavě bydlících československých legionářů k zachování společného česko-slovenského státu) byli poslanci předsedou sněmu Martinem Sokolem, který v Hlinkově straně vedl frakci věrnou Praze, vyzváni, aby souhlas s vyhlášením slovenské státnosti projevili povstáním. Na otázku předsedajícího, kdo je pro vyhlášení samostatného slovenského státu, poslanci po několika sekundách ticha povstali a ve 12 hodin a 7 minut zazpívali oslavnou píseň Hej, Slováci (která se stala oficiální hymnou Slovenského státu). V tento den byl přijat první zákon Slovenského státu tzv. recepční norma podle níž se autonomní Slovenská krajina vyhlašuje za samostatný a nezávislý Slovenský stát. Zároveň byly převzaty všechny dosavadní zákony, nařízení a opatření se změnami, které vyplývaly z ducha samostatnosti Slovenského státu.
Po další přestávce již opět v rámci veřejného zasedání sněm prvním přijatým zákonem právně legalizoval vznik nového státu a současně jmenoval jeho první vládu.

## Reakce
Francie, Anglie ani Spojené státy americké nový stát neuznaly, uznal ho ale Sovětský svaz. Obyvatelstvo Slovenska přijalo zprávu o vyhlášení nezávislosti spíše chladně.